# Kierczomja
Kierczomja (ros. Керчомъя) – wieś (sieło) w Rosji, w Republice Komi, w rejonie ust-kułomskim. W 2010 liczyła 1043 mieszkańców.